# الدين في جورجيا
الدين في جورجيا (إحصاء 2014)
الدين في جورجيا، أي المجموعات الدينية الموجودة في جورجيا، وتُظهر التنوع الكبير في الشعوب التي تسكن جورجيا، مما يعني تنوعاً غنياً في الأديان في البلاد. وتُعد المسيحية هي الديانة السائدة.

## نظرة عامة
أظهر تعداد السكان عام 2014 أن معظم سكان جورجيا يتبعون المسيحية الأرثوذكسية الشرقية، والغالبية منهم من أتباع الكنيسة الجورجية الأرثوذكسية، التي يشكل أتباعها 83.4% من السكان. حوالي 2.9% من السكان يتبعون الكنيسة الرسولية الأرمنية (الأرثوذكسية الشرقية)، ومعظمهم من الأرمن. شكل المسلمون 10.7% من السكان، ويتركزون بشكل رئيسي في منطقتي أجارا وكفيمو كارتلي، ويشكلون أقلية كبيرة في تبليسي. الكاثوليك من الكنائس الأرمنية واللاتينية شكلوا حوالي 0.8% من السكان، ويتمركزون جنوبي جورجيا؛ ومنهم عدد قليل في تبليسي. البروتستانت شكلوا أيضاً أقل من 1%. وهناك أيضاً جالية يهودية كبيرة في تبليسي؛ تخدمها معبدين يهوديين.
الكنيسة الجورجية الرسولية المستقلة الأرثوذكسية هي واحدة من أقدم الكنائس المسيحية في العالم، تأسست في القرن الأول على يد القديس أندراوس في النصف الأول من القرن الرابع، تم اعتماد المسيحية كدين رسمي للدولة. وقد وفر هذا شعوراً قوياً بالهويّة الوطنيّة التي ساعدت على الحفاظ على الهوية الوطنية الجورجية، على الرغم من فترات الاحتلال الأجنبي المتكررة وتغيّر أنظمة الحكم عبر تاريخ البلاد.
تتمتع جورجيا بتاريخ طويل من الوئام الديني داخل حدودها على الرغم من الصراعات التاريخية مع الدول المحيطة. عاشت الأقليات الدينية المختلفة في جورجيا لآلاف السنين والتمييز الديني يكاد يكون غير معروف في البلاد. توجد الجاليات اليهودية في جميع أنحاء البلاد، مع تركيزات رئيسية في أكبر مدينتين، تبليسي وكوتايسي. الجورجين والأذريين يمارسون الشعائر الإسلامية في جورجيا منذ قرون، وكذلك الأدجاريون وبعض الأبخازيين المتركزين في جمهورياتهم ذاتية الحكم. الكنيسة الرسولية الأرمنية، التي تختلف عقيدتها في بعض النواحي عن الأرثوذكسية الجورجية، تتمتع بوضع الاستقلال الذاتي.

## الديموغرافيا الدينية
تبلغ المساحة الإجمالية للبلاد حوالي 67,000 كيلومتر مربع (25,900 ميل مربع)، ويبلغ عدد السكان (اعتباراً من 2014) حوالي 3.7 مليون نسمة.
بالإضافة إلى ذلك، هناك عدد قليل من المؤمنين الروس الذين ينتمون إلى حركتين مسيحيتين معارضتين: المؤمنين القدماء الأرثوذكس المتشددين، والمسيحيين الروحيين (المالوكان والدخوبور). غادر معظم أعضاء هذه المجموعات البلاد منذ منتصف الثمانينيات من القرن العشرين.
تحت الحكم السوفيتي (1921 - 1990)، انخفض عدد الكنائس النشطة والكهنة بشكل حاد وأصبحت التعليمات الدينية شبه معدومة. زادت العضوية في الكنيسة الجورجية الأرثوذكسية بشكل ملحوظ منذ الاستقلال عام 1991. تحتفظ الكنيسة بـ 4 معاهد لاهوتية، و2 أكاديميات، وعدة مدارس، و27 أبرشية؛ لديها 700 كاهن، و250 راهبًا، و150 راهبة. يرأس الكنيسة الكاثوليكوس البطريرك لكل جورجيا إليا الثاني، ومقره في تبليسي.
تعايشت عدة ديانات، بما في ذلك أتباع الكنيسة الرسولية الأرمنية، والكاثوليك، واليهود، والمسلمون تقليدياً مع الجورجيين الأرثوذوكس. يعيش عدد كبير من الأرمن في منطقة جافاخيتي الجنوبية، حيث يشكلون غالبية السكان. يسود الإسلام بين المجتمعات العرقية الأذرية وشمال القوقاز في الجزء الشرقي من البلاد، كما يتواجدون بكثرة في مناطق أجارا وأبخازيا.
توجد اليهودية، التي كانت موجودة منذ العصور القديمة، في عدد من المجتمعات في جميع أنحاء البلاد، خاصة في أكبر مدينتين، تبليسي وكوتايسي. بقي حوالي 8,000 يهودي في البلاد، بعد موجتين كبيرتين من الهجرة، الأولى في أوائل السبعينيات والثانية في فترة البيريسترويكا خلال أواخر الثمانينيات من القرن العشرين. قبل ذلك، يقدر المسئولون اليهود أنه كان في جورجيا ما يصل إلى 100,000 يهودي. كما يوجد عدد قليل من اللوثريين، يعود نسل معظمهم من المجتمعات الألمانية التي استقرت في البلاد منذ عام 1817. عاش عدد قليل من اليزيديين في البلاد لعدة قرون.

## حرية الدين
يكفل الدستور الجورجي حرية المعتقد، وتُحترم هذه الحق عموماً من قبل الحكومة في الممارسة العملية. عادةً لا يتدخل المواطنون في المجموعات الدينية التقليدية؛ ومع ذلك، هناك تقارير عن عنف وتمييز ضد المجموعات الدينية غير التقليدية.
في عام 2023، حصلت البلاد على درجة 2 من 4 في حرية الدين. لوحظ أن الأقليات الدينية قد أبلغت عن التمييز، وأن أعضاء من رجال الدين قد تعرضوا للمراقبة من قبل جهاز أمن الدولة.